# La Double Vie d'André Hardy
Série Andy Hardy
André Hardy fait sa cour (1942) André Hardy préfère les brunes (1944)
Pour plus de détails, voir Fiche technique et Distribution.
La Double Vie d'André Hardy (Andy Hardy's Double Life) est un film américain en noir et blanc réalisé par George B. Seitz, sorti en 1942.
Il s'agit du treizième des seize volets que compte la série de films mettant en scène le personnage d'Andy Hardy, interprété par Mickey Rooney depuis 1937. 
Ce film marque les débuts au cinéma d'Esther Williams.

## Synopsis
En vue de son entrée à l'Université, André Hardy se promet de mettre fin à ses manie de flirter et tente d'organiser ses finances en vendant sa vieille voiture. Les choses se compliquent lorsque son amour Polly le présente à une séduisante étudiante en psychologie. André fait également de son mieux pour aider sa sœur Marian avec ses problèmes relationnels. Et il cherche à aider son père, le juge Hardy, dans une affaire compliquée impliquant un garçon blessé.

## Fiche technique
- Titre français : La Double Vie d'André Hardy
- Titre original : Andy Hardy's Double Life
- Réalisation : George B. Seitz
- Scénario : Agnes Christine Johnston (en)
- Musique : Daniele Amfitheatrof
- Photographie : George J. Folsey, John J. Mescall
- Montage : Gene Ruggiero
- Producteur : Metro-Goldwyn-Mayer
- Société de distribution : Metro-Goldwyn-Mayer
- Pays de production :  États-Unis
- Langue d'origine : anglais américain
- Format : noir et blanc — 35 mm — 1,37:1 — son : mono (Western Electric Sound System)
- Genre : comédie familiale
- Durée : 92 minutes
- Dates de sortie : 
  - États-Unis : décembre 1942
  - France : 31 août 1945

## Distribution
- Lewis Stone : le juge Hardy
- Mickey Rooney : André Hardy (Andy Hardy en VO)
- Cecilia Parker : Marian Hardy
- Fay Holden : Mme Hardy
- Ann Rutherford : Polly Benedict
- Sara Haden : tante Milly Forrest
- Esther Williams : Sheila Brooks
- William Lundigan : Jeff Willis
- Robert Pittard : Botsy
- Bobby Blake : "Tooky" Stedman
- Susan Peters : Sue